# اولیسیا مالاشنکو
اولیسیا مالاشنکو (انگلیسی: Olesia Malashenko؛ زادهٔ ۲۱ فوریهٔ ۱۹۹۱) بازیکن بسکتبال اهل اوکراین است.